# Frank-Peter Bischof
Frank-Peter Bischof (Forst, Brandemburgo, 20 de agosto de 1954) é um ex-canoísta alemão especialista em provas de velocidade.

## Carreira
Foi vencedor da medalha de bronze em K-4 1000 m em Montreal 1976, junto com os seus colegas de equipa Bernd Duvigneau, Rüdiger Helm e Jürgen Lehnert.